# Max Sefrin

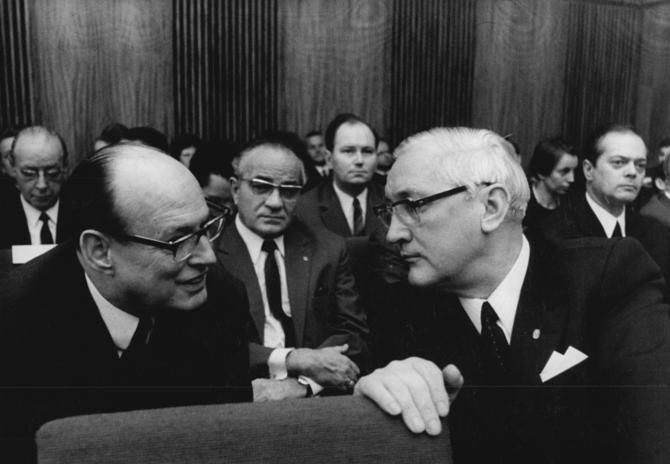
Max Sefrin (rechts)

Max Sefrin (Stambach, 21 november 1913 - 10 augustus 2000) was een Oost-Duits christendemocratisch politicus. Sefrin was aanvankelijk koopman (1932-1937), maar volgde later een opleiding bij de Luftwaffe. 
In 1946 sloot Sefrin zich aan bij de Oost-Duitse CDU. Van 1945 tot 1949 was hij wethouder handel en verzorging te Jüterbog en sinds 1951 districtsraad van Luckenwalde. Van 1951 tot 1953 was hij hoofdafdelingsleider van de CDU en daarna tot 1989 lid van het Hoofdbestuur van de CDU. Sinds 1956 tot 1989 was hij ook lid van het Presidium van het Hoofdbestuur van de CDU. Van 1954 tot 1990 was hij voor de CDU lid van de Volkskammer (parlement) en van 1955 tot 1958 fractievoorzitter. Vanaf 1971 was hij lid van de kamercommissie voor nationale verdediging.
In 1954 werd Max Sefrin vicepremier en minister van Volksgezondheid van de DDR (tot 1971). Van 1961 tot 1990 was hij vicevoorzitter van de Volkerenvriendschapsliga van de DDR en sinds 1965 voorzitter van de Vietnam-commissie van de Afro-Aziatische afdeling van het Solidariteits Comité. 
Van 1954 tot 1958 was hij plaatsvervangend secretaris-generaal van de CDU en daarna vanaf 1966 vicevoorzitter van de CDU.
In 1964 en 1978 werd hij onderscheiden met de Vaderlandse Verdiensten Orde van de DDR en in 1978 met de Grote Ster van de Volkerenvriendschap. 